# Rizal Amin
Mohamad Rizal Amin is een golfer uit Maleisië.
Toen hij 18 jaar was, ging hij naar het Professional Golfers Career College. In 2002 vervolgde hij zijn studie op de  University of La Verne in Californië. In 2008 werd hij 3de bij het Inland Empire Amateur in Zuid-Californië. 

## Professional
Amin werd lid van de Professional Golf of Malaysia en speelt toernooien van de PGM en de Asian Development Tour. Hij staat nummer 13 op de PGM Ranking en nummer 1508 op de wereldranglijst (april 2014). Begin april stond hij na drie rondes van het PGM Impian Closed Chammpianchip aan de leiding met  Ramasamy Nachimuthu, die uiteindelijk won, Amin werd 3ede.  Hij kreeg een invitatie voor het Maleisisch Open.